# Ditlenek germanu
Ditlenek germanu, GeO
2 – nieorganiczny związek chemiczny z grupy tlenków, połączenie tlenu i germanu na IV stopniu utlenienia.

## Występowanie
Występuje w wielu rudach siarczkowych, zwłaszcza w rudach cynku.

## Otrzymywanie
Można go otrzymać w wyniku utleniania siarczku germanu:
GeS + 2 O
2 → GeO
2 + SO
2
lub bezpośrednio z pierwiastków na gorąco:
Ge + O
2 → GeO
2
Inną metodą jest hydroliza tetrachlorku germanu: 
GeCl
4 + 2 H
2O → GeO
2 + 4HCl

## Właściwości
Jest białym ciałem stałym, słabo rozpuszczalnym w wodzie (4 g/l). Ma wysoki współczynnik załamania światła (1,99), i niską zdolność absorpcyjną promieniowanie podczerwonego.

## Zastosowanie
Stosowany jest do wytwarzania szkła przepuszczającego promieniowanie podczerwone, elementów półprzewodnikowych i materiałów fosforescencyjnych. Wchodzi też w skład „cudownych leków” o niepotwierdzonym działaniu.

## Zagrożenia
Ma niską toksyczność. W dużych dawkach powoduje zatrucie germanem i ma działanie nefrotoksyczne.